# اسب هابی (فیلم)
اسب هابی (به انگلیسی: The Hobby Horse) یک نمایش تلویزیونی استرالیایی در سال ۱۹۶۲ میلادی است که از شبکۀ ای‌بی‌سی.  پخش زندۀ، این یک فیلم درام بود که در یک چراگاه در شمال نیو ساوت ولز اتفاق می‌افتاد و دربارۀ یک سوارکار اهل رودئو است.
درام تلویزیونی استرالیایی در آن زمان نسبتاً نادر بود. این یکی از مجموعه ای از شش نمایشنامه استرالیایی بود که توسط ای‌بی‌سی در سال ۱۹۶۲ میلادی تولید شد. بقیه عبارت بودند از:
- پسر گردِ گوشه
- خانهٔ مانچلو
- تار دودکش
- دندان‌های باد
- جنی

## طرح
بیلی براکنل در یک ملک بزرگ مشغول تربیت و تفکیک اسب‌ها است. همسر سابق او، مارگارت، اکنون با صاحب ملک بزرگ‌تر ازدواج کرده‌ است. این دو برای اولین بار پس از جدایی توسط والدینشان با هم ملاقات می‌کنند.

## بازیگران
- وین رابرتز - بیلی
- لین فلانگان - مارگارت
- کن گودلت
- داگلاس کلی
- نیل کرنو
- بیل بنت
- رز دو کلوس
- کارول پاتر
- ران پینل
- دیوید میچل
- بریس سالیوان

## تولید
داستان این فیلم توسط رابرت ویلز، یک اسکاتلندی که چندین سال در استرالیا کار کرده بود، نوشته شده‌ است. ویلز اخیراً برنده مسابقۀ بازی بندر کافس شده بود. ویلز گفت که این ایده را از دو مربی اسب‌ حرفه‌ای که در میخانه‌ای در والچا ملاقات کرده بود، اقتباس کرده است.

## برخورد
منتقد تلویزیونی بولتن آن را چنین نامید:
درامی بی دلیل. مربی اسب به ایستگاه آمده و همسر سابق خود را در محل سکونتش می‌یابد. او این گزینه را دارد که فوراً مانند هر مرد عاقل دیگری او را ترک کند یا او را به پشت بگیرد. در عوض، او مکلف است که ظاهراً او را بخواهد و در عین حال او را نخواهد، می‌خواهد ترک کند و در عین حال ترک نکند. یک ساعت جست و جوی روح توسط افرادی که بیش از یک دقیقه از ذهن خود خبر ندارند. می‌توانست با پوزش از سیدنی کینگزلی، این متن را تلگراف کند: «آن‌ها نمی‌دانستند چه می‌خواهند».